# Нагрудный знак «Парашютист»
Нагрудный знак «Парашютист» — нагрудный знак различия для военнослужащих, совершивших прыжок с парашютом.

## История появления
Нагрудный знак был учрежден 12 февраля 1931 года решением Центрального совета Осоавиахима. 7 марта 1932 знак разрешён для ношения личным составом Рабоче-крестьянской Красной армии. Первоначально вручался гражданским лицам и военнослужащим, добровольно выполнившим прыжок с самолёта, аэростата или дирижабля. В конце 1940-х вручался уже только военнослужащим.

## Цвета и эмблемы знака
Знаки отличия — из металла золотистого цвета с эмалью в виде раскрытого белого купола парашюта со стропами, сходящимися у силуэта парашютиста, под куполом на стропах парашюта на голубом поле — рельефное изображение двухмоторного самолёта.
На куполе парашюта рельефные надписи: на знаке отличия «Парашютист-отличник» — «ПАРАШЮТИСТ-ОТЛИЧНИК», на знаке отличия «Парашютист-инструктор» — «ПАРАШЮТИСТ-ИНСТРУКТОР».
На знаках отличия «Парашютист-отличник» и «Парашютист-инструктор» ниже двухмоторного самолёта — сменные накладные цифры золотистого цвета: 10, 20, 30, 40 и 100, 200, 300, 400 и 500 соответственно (в зависимости от количества десятков и сотен совершенных прыжков).
В нижней части основания знаков отличия имеется отверстие, к которому с помощью кольца крепится пластинка золотистого цвета в виде четырёхугольника с вытянутым углом, направленным вниз. На обеих сторонах пластинки — вдавлены цифры, покрытые чёрной эмалью, указывающие:
на знаке отличия «Парашютист» — общее количество прыжков с парашютом — от 1 до 9; на знаке отличия «Парашютист-отличник» -дополнительное количество прыжков с парашютом меньше десяти (от 1 до 9);
на знаке отличия «Парашютист-инструктор» — количество прыжков меньше ста(10, 25,40, 50, 75 и 90).
На оборотной стороне знаки отличия имеют винт с гайкой для крепления к военной одежде.
Размер знаков отличия: высота −43 мм, ширина верхней части — 22 мм, нижней части — 4 мм; высота подвески −16 мм, ширина — 10 мм, высота накладных цифр −10 мм, ширина — 7 мм.

## Положение о вручении
Приказ Министра обороны РФ от 06.05.2005 N 182 «О военных геральдических знаках Воздушно-десантных войск»
1. Нагрудный знак «Парашютист» вручается военнослужащим, совершившим первый прыжок с парашютом.
2. Нагрудный знак «Парашютист-отличник» вручается после издания в конце учебного года соответствующего приказа командира соединения, полка или начальника военно-учебного заведения военнослужащим:
- отлично усвоившим программу воздушно-десантной подготовки и совершившим не менее 10 прыжков с парашютом;

- имеющим отличные оценки по огневой, тактической и строевой подготовке, а по остальным предметам — не ниже оценки «хорошо» и не имеющим нарушений воинской дисциплины.

3. Нагрудный знак «Парашютист-инструктор» вручается после издания соответствующего приказа командующего Воздушно-десантными войсками офицерам, прапорщикам и военнослужащим, проходящим службу по контракту:
- имеющим положительную аттестацию по занимаемой должности;

- совершившим не менее 40 прыжков с парашютом, из них не менее 50 % из самолётов Ан-2, Ил-76, Ан-22 или им подобных;

- имеющим достаточный опыт в воздушно-десантной подготовке;

- в совершенстве владеющим техникой прыжков с десантными парашютами;

- отлично знающим воздушно-десантную технику и правила подготовки её и личного состава к десантированию.

4. Квалификационные знаки отличия военнослужащих-парашютистов носятся в соответствии с Правилами ношения военной формы одежды военнослужащими Вооруженных Сил Российской Федерации левее знаков «Гвардия» и за окончание высшего военно-учебного заведения.
5. Повторное вручение квалификационных знаков отличия военнослужащих-парашютистов не производится.